# Gobiodon brochus
Gobiodon brochus là một loài cá biển thuộc chi Gobiodon trong họ Cá bống trắng. Loài này được mô tả lần đầu tiên vào năm 1999.

## Từ nguyên
Tính từ định danh brochus trong tiếng Latinh có nghĩa là “răng nhô ra”, hàm ý đề cập đến cấu trúc hàm dưới đặc biệt ở loài cá này, được biến đổi thành một bướu thịt có răng nằm ngang má.

## Phân bố và môi trường sống
G. brochus có phân bố rải rác ở Tây Thái Bình Dương, đã được ghi nhận tại vịnh Nha Trang (Việt Nam), Papua New Guinea, Nouvelle-Calédonie và Fiji, xa nhất ở phía nam đến Rạn san hô Great Barrier và rạn Ashmore (Úc), phía đông đến Tonga.
G. brochus chỉ sống cộng sinh với các loài san hô Acropora, được tìm thấy ở độ sâu khoảng 4–30 m. Do chỉ phụ thuộc vào môi trường sống san hô Acropora, những loài đang chịu tác động từ quá trình acid hóa đại dương và hiện tượng dao động phương Nam, khiến các rạn san hô bị tẩy trắng, đặc biệt là khu vực Thái Bình Dương. Vì vậy, G. brochus được xếp vào nhóm Loài sắp bị đe dọa theo Sách đỏ IUCN.
Ban đầu, Harold và Winterbottom (1999) chỉ ghi nhận G. brochus trên san hô Acropora elseyi và Acropora loripes. Sau này, Brooker và cộng sự (2010) còn tìm thấy G. brochus trên Acropora millepora, Acropora nasuta, Acropora tenuis và Acropora cerealis.

## Mô tả
Chiều dài cơ thể lớn nhất được ghi nhận ở G. brochus là 2,6 cm. Loài này có màu vàng lục.
Số gai vây lưng: 7; Số tia vây lưng: 10–12; Số gai vây hậu môn: 1; Số tia vây hậu môn: 9–10; Số gai vây bụng: 1; Số tia vây bụng: 5; Số tia vây ngực: 18–20.

## Sinh thái
G. brochus ăn các loài giáp xác, trùng lỗ, tảo silic và cả san hô. Loài này thường sống theo cặp.